# Juan Escandell
Juan Escandell Torres es un historietista español (Ibiza, 1937). Firmó alguno de sus trabajos como S. Candell.

## Biografía
Juan Escandell fue uno de los múltiples autores con los que Bruguera suplió la marcha de Ambrós de El Capitán Trueno.
Creó luego series propias como El Sargento Furia (1962) o Aventura en el fondo del mar (1966), pero a partir de 1963 se dedicó sobre todo a la adaptación de clásicos literarios para colecciones como "Joyas Literarias Juveniles".

## Obra
| Años | Título                        | Guionista                | Tipo            | Publicación                                          |
| ---- | ----------------------------- | ------------------------ | --------------- | ---------------------------------------------------- |
| 1959 | Quiniela del saber            |                          | Serie colectiva | El DDT, El Campeón de las Historietas (1960)         |
| 1960 | Suspense en la realidad       |                          | Serie colectiva | El Campeón de las Historietas                        |
| 1961 | El Capitán Trueno             |                          | Serie           | El Capitán Trueno Extra                              |
| 1962 | El Sargento Furia             | José Antonio Vidal Sales | Serial          | Bruguera                                             |
| 1963 | Los piratas del río           | José María Pleguezelos   | Monografía      | Bruguera: Héroes, núm. 26 / Furia, núm 3             |
| 1964 | El caballo abigeo             | José María Pleguezelos   | Monografía      | Bruguera: Héroes/ Furia, núm 4                       |
| 1964 | El Príncipe Aventurero        | José María Carbonell     | Monografía      | Bruguera: Historias, núm 188                         |
| 1964 | Sargento Furia y el Bandolero | José García Esplugas     | Monografía      | Bruguera: Historias, núm 190                         |
| 1966 | Aventura en el fondo del mar  | Vicente Palomares        | Serie           | Tele Color                                           |
| 1969 | El soberbio Orinoco           |                          | Monografía      | Bruguera: Historias Selección / Julio Verne, núm. 18 |
| 1970 | Ben-Hur                       | José Antonio Vidal Sales | Monografía      | Bruguera: Joyas Literarias Juveniles                 |
| 1973 | Aventura en el fondo del mar  | Víctor Mora              | Serial          | Bruguera: Grandes Aventuras Juveniles                |